# Элбат, Альфред Гарольд
А́льфред Га́рольд Э́лбат (англ. Alfred Harold Albut), более известный по сокращённому имени Эй Эйч Э́лбат (англ. A. H. Albut) — первый тренер (клубный секретарь) в истории футбольного клуба «Ньютон Хит». Он был назначен на пост секретаря клуба в 1892 году и в этой должности занимался всеми возможными вопросами по управлению клубом. Элбат руководил клубом c 1 июля 1892 по 30 июня 1900 года (8 сезонов), после чего его сменил Джеймс Уэст.